# Década de 160
Séculos: (Século I - Século II - Século III)
Décadas: 110 120 130 140 150 - 160 - 170 180 190 200 210
Anos: 160 - 161 - 162 - 163 - 164 - 165 - 166 - 167 - 168 - 169